# 대한민국 국가정보원 불법 도청 사건
대한민국 국가정보원 불법 도청 사건은 김대중 정부 시절 대한민국 국가정보원에서 야당 정치인과 민간인을 대상으로 도감청한 사건을 말한다. 2002년 10월 당시 한나라당 국회의원 정형근에 의해 폭로되었으며, 폭로 당시에는 대선을 앞두고 선거용 폭로로 여겨졌으나 3년간의 수사 결과 국정원의 도청은 사실로 확인되었다.
2000년 12월 이른바 '권노갑 퇴진 파문' 당시 민주당 소장파 의원들의 통화 내용, 그리고 진승현 게이트 관련자들의 통화 내용을 도청하였다. 2000년 최규선 게이트 당시 최규선의 사업 운영과 금전·여자 관계, 또, 국정원장 등 고위 공직자들의 인사 관련 내용 등 2건을 도청한 것으로 확인됐다.
2001년 황장엽 전 북한 조선노동당 비서의 미국 방문 관련 내용, 같은해 임동원 통일원 장관 해임안과 관련한 자민련 이 모 의원의 통화 내용도 도청된 것으로 확인됐다. 2001년 4월 민주국민당 김윤환 의원과 민주당 의원 사이의 정책 연합과 관련한 통화 내용도 도청되었다. 1998년 ~ 2002년 당시 국정원의 도감청 통화 내용은 몇장의 A4용지 보고서로 정리되었다. 이 보고서들은 국가정보원 차장을 거쳐서 원장들에게 보고되었다.
2005년 4월 검찰은 2002년에 한나라당 정형근 의원이 '국정원의 도청 내역이라며 공개한 문건은 글 자체나 형식 등이 국정원의 내부 자료와 달라국정원의 문건으로 보기 어렵다는 결론을 내렸다. 그러나 그 해에 터진 미림팀 사건과 삼성 X파일 사건이 불거지면서, 검찰의 재수사 끝에 국가정보원의 도감청은 사실로 확인되고, 국정원 간부들과 2차장 김은성 체포에 이어 추가 혐의점, 은폐 지시까지 확보되면서 당시 원장 등 관련자는 처벌받았다.

## 배경
2002년 9월, 10월 정형근 의원은 상임위와 국정감사를 통해 국정원 도청 의혹을 제기했고, 12월에는 한나라당 이부영 선대위 부위원장의 추가 폭로가 이어졌다. 2002년 10월 한나라당 정형근 의원이 제기한 '국정원의 도청 의혹'은 언론사가 관련 기사를 잇따라 보도하면서 증폭돼 정치쟁점으로 비화되기도 했다. 그러나 구체적인 확증이 없어서 의혹으로 남아 있다가 2005년 미림팀 사건 수사를 계기로 드러나게 되었다.
대한민국 제16대 대통령 선거 당시 일부 한나라당 등 여야 인사들을 대상으로 도청을 하던 중 이를 이상하게 여긴 정형근의 추적 끝에 정형근은 국정원에서 도청하고 있음을 확인하는 자료들의 사본들을 2002년 여름 확보하였다. 그해 9월, 10월 정형근은 문건의 일부와 나머지를 국회에 발표하였다.
2005년 3월 대한민국 검찰은 정형근 의원이 폭로한 국정원 휴대폰 도청 의혹에 대한 고발 사건도 무혐의 처리할 방침인 것으로 전해졌다. 그러나 그해 7월 김기삼, 공운영 등에 의해 미림팀의 비밀 사찰 사건이 드러나면서 재수사에 들어가게 되었다.

## 정형근 의원의 폭로
2002년 10월 정형근 한나라당 의원이 "국정원이 전화 도청한 내역을 담고 있다"며 A4용지 25장 분량의 자료를 공개하면서 여야 간 고소·고발 과 참여연대 등의 고발 등이 잇따르면서 불거졌다.
문건 외에는 기타 혐의를 구체적으로 입증하지 못하면서 고소 고발은 확산되었다. 정형근 의원의 폭로를 통해 제기된 이 사건은 '국정원이 휴대폰 도청장비를 확보하고 있다'는 등의 언론보도로 증폭되면서 쟁점화 됐고 이후 고소·고발이 이어졌다. 당시 참여연대는 국정원을, 한나라당 의원들은 신건 당시 국정원장을, 국정원 직원들은 한나라당 국회의원들을 명예훼손 등의 혐의로 고소·고발하였다.
한나라당 정형근 의원이 제기한 '국정원 휴대폰 도청 의혹'과 관련된 6건의 고소.고발사건에 대해 검찰이 무혐의, 죄가안됨 등의 결정을 내리고 사건을 종결지었다. 서울중앙지검 공안2부는 4월 1일 "그동안의 수사 결과 국정원측이 불법 감청을 했다는 사실이 확인되지 않았다"고 밝혔다. 검찰은 이에 따라 2한나라당 정형근 의원이 "국정원이 전화 도청한 내역을 담고 있다"며 제출한 A4용지 25장 분량의 자료를 공개한 후 제기된 6건의 고소·고발 사건에 대해 모두 무혐의 처리했다.

### 검찰의 무혐의 발표
2005년 4월 검찰은 휴대폰 도청이 불가능하다고 주장했다. 국가정보원 도청의혹 사건처럼 국정원이 시시각각 방대한 휴대폰 도청을 실시해 정보를 모으는 것은 가능하지 않다는 것이다.
"기지국을 통째로 옮기면서 도청하고 싶은 사람을 졸졸 따라다니지 않은 한 휴대폰 도청은 불가능하다."
검찰은 휴대폰 도청이 '이론상 가능하지만 현실적으로는 불가능한' 이유를 이와 같이 설명했다. 검찰이 각 통신회사의 전문가들과 대학교수 등의 자문을 거쳐 조사한 결과, 기지국과 제어국 장비를 갖추면 250m반경의 휴대폰 통화 음성데이터를 코드화해 도청할 수 있지만, 이러한 장비를 갖추기가 어렵고 감시하고 싶은 사람을 수백미터 반경 안에 두는 것도 현실성이 없다는 설명이다. 검찰 관계자는 "250m 반경 안에 있다고 하더라도 모두 도청이 가능한 것도 아니었고, 기술적으로 반경 안의 일부분만 도청이 가능하다"라고 밝혔다.
2005년 4월 1일의 인터뷰 당시 복제휴대폰으로는 도청이 가능하다는 일부 주장에 대해서도 검찰은 사실무근으로 결론을 내렸다. 전문가와 함께 검찰이 직접 복제휴대폰 도청을 실험한 결과, 전화가 왔을 때 한쪽 휴대폰을 열면 다른 한쪽 휴대폰은 통화음이 꺼지고 통화내용도 들리지 않았다는 것이다. 검찰은 미국 CCS사가 휴대폰 도청장치를 개발해 국내에 판매했다는 의혹에 대해서도 미 법무부와 사법공조를 통해 CCS사에 문의한 결과 도청장치 개발 및 판매 사실이 전혀 없다는 답변을 들었다고 밝혔다. 검찰은 휴대폰 도청 가능성에 대해서는 다각적인 실험을 했으나, 정형근 의원이 폭로한 '국정원 도청문건' 자료의 출처는 끝내 밝히지 못했다.
그 자료에는 특히 한화의 대한생명 인수로비의혹 등 상당히 신빙성 있는 내용들이 들어 있어 출처에 대한 궁금증이 여전하지만, 참고인인 정 의원이 수사에 협조하지 않아 벽에 부딪혔다. 검찰은 정 의원에 대해 법원에 재판 전 증인신문을 신청했으나, 정 의원이 끝내 출석하지 않아 법원을 통해 50만원의 과태료만 부과했다.

## 국정원의 도청 활동
2000년 12월 이른바 '권노갑 퇴진 파문' 당시 민주당 소장파 의원들의 통화 내용, 그리고 진승현 게이트 관련자들의 통화 내용을 도청하였다. 2000년 최규선 게이트 당시 최규선의 사업 운영과 금전·여자 관계, 또, 국정원장 등 고위 공직자들의 인사 관련 내용 등 2건을 도청한 것으로 확인됐다.
국정원은 2000~2001년에 유선중계망 감청장비인 R-2를 이용해 불법감청했다. 당시 국정원은 96년 디지털 휴대폰이 상용화하기 시작하면서 휴대폰 도청을 위해 98~99년 R2 6세트를 개발했다. 2001년 4월 김윤환 민국당 대표와 민주당 의원간의 '민주당-자민련-민국당의 정책연합' 관련 통화내용을 도청하고 권력형 비리사건인 '최규선 게이트'의 장본인인 미래도시환경 대표 최규선씨 및 관련 인물들도 도청하였다.
2001년 황장엽 전 북한 조선노동당 비서의 미국 방문 관련 내용, 같은해 임동원 통일원 장관 해임안과 관련한 자민련 이 모 의원의 통화 내용도 도청된 것으로 확인됐다. 2001년 4월 민주국민당 김윤환 의원과 민주당 의원 사이의 정책 연합과 관련한 통화 내용도 도청되었다. 1998년 ~ 2002년 당시 국정원의 도감청 통화 내용은 몇장의 A4용지 보고서로 정리되었다. 당시 국정원 직원들은 매일 A4용지 반쪽 크기의 보고서에 대화체 형식으로 정리돼 김은성 차장 등에게 보고되었다.
김은성에 의하면 첩보보고서 형식과 관련, "A4용지 반 크기의 종이에 제목을 쓰고 제목 밑에 줄을 하나 긋고 '홍길동이 ○일 ○에 관해 누구와 통화를 했다' 정도로 간략하게 쓰고, 감청 시각이 분단위까지 기재된다"라고 설명한 뒤 "국정원장에게 배포되는 첩보보고서는 A, 2차장에게 배포되는 경우는 C 등으로 배포선이 명확히 구분됐고, 첩보보고서의 봉투는 특수제작돼 겉면에 빨간색으로 '친전'이라는 글귀가 적혀 있고, 테이프로 밀봉됐다"라고 강조했다.
정형근이 2002년 10월 "국정원이 전화 도청한 내 역을 담고 있다"며 제출한 A4용지 25장 분량의 자료는 2002년 10월 발표 후 3년 만에 사실로 드러났다. 그러나 수사 중 두 전직 국정원장들은 혐의를 완강히 부인했고, 일부 실국장, 단장급 이상 간부들의 체포와 진술, 추가증거 확보 끝에 2005년 11월에 전모가 드러나게 되었다.

### 민주당내 소장파 정치인 도감청
도감청은 한나라당, 자유민주연합, 민주국민당에만 해당되지 않고, 민주당내의 소장파들에게도 향했다. 2000년 10월부터 2001년 11월까지 국가정보원 김은성 차장 등은 감청장비를 이용해 정치인 등을 대상으로 불법감청을 하도록 국정원 8국 직원들에게 지시한 혐의를 받고 있다.
그는 2000년 12월쯤 당시 민주당 권노갑 최고위원의 퇴진 문제를 놓고 민주당 소장파 의원들 간에 이뤄진 전화 통화를 감청하도록 지시한 것으로 돼 있어 파문이 확산되고 있다. 2005년 9월의 검찰 수사 결과 국정원에서는 또 진승현 게이트 당사자인 진씨의 회사 인수, 불법대출과 관련된 불특정 다수의 통화 내용도 도청하도록 지시한 것으로 드러났다.

## 국정원의 도청, 감청 관행
역대 국정원장, 안기부장들은 도감청 금지를 지시했다. 그러나 그들의 지시 이후에도 도감청 보고서는 계속 올려졌고, 원장, 부장들은 이를 계속 접수하였다.
2005년 10월 혐의점이 밝혀진 뒤 사건 지휘자의 한 사람인 김은성 차장은 재판 과정에서 이미 중앙정보부 때부터 도감청이 존재했음을 시인하였다. 11월 28일 서울중앙지법에서 형사1단독 김상철 부장판사 심리로 열린 두 번째 공판에서 김은성은 자신의 입사 초기인 1970년대 초부터 불법감청이 있었다는 사실을 알았다고 진술했다.
김씨는 변호인 신문에서 '도청 책임을 통감한다'는 취지의 진술을 한 후 "피고인은 1971년부터 국정원에서 근무했다. 직원들이 불법감청을 하고 있다는 것을 언제 알았느냐"라는 재판부의 질문에 "입사 초기부터 알았다. 1970년대 초부터 있었다"라고 답했다.
또한 중앙정보부나 안기부, 국가정보원 당시 부장, 원장들은 도청, 사찰 금지를 지시했다. 그러나 그 다음날이면 도청, 감청 보고서는 중앙정보부장, 안기부장, 국정원장의 책상 위에 올라갔다. 역대 원장들의 도청 근절 지시와 관련, "국정원에 30여년간 있으면서 '도청하지 말라, 월권하지 말라, 정치사찰하지 말라, 신분 노출하지 말라'는 이 네가지 얘기는 항구 여일 들었던 것"이라면서 "어느 원장도 이 얘기를 안 한 사람이 없지만 그 다음날도 어김없이 감청보고서는 위로 올라갔다." 한 고위 간부는 "원장이 감청 근절을 지시했지만 그건 일종의 관행이라 심각하게 생각하지 않았다"고 주장했다.
10월 8일 김은성은 서울중앙지방법원의 영장실질심사에서 "도청은 국가통치권 보존 차원에서 관행적으로 이뤄졌을 뿐 정치사찰 목적은 아니었다"며 "도청은 전임자들에게 이어 받은 것으로, 자신이 없애자고 할 위치도 아니었다"고 밝혔다.

## 재수사

### 재수사 배경
2005년 5월 1일 서울중앙지검 공안2부는 지난 2002년 대선을 앞두고 여야 간 공방을 불러왔던 '국가정보원 도청의혹 사건'과 관련해 신건 당시 국정원장 등을 무혐의 처분했다. 검찰은 또 이 사건과 관련해 제기됐던 국정원의 휴대전화 감청 여부에 대해서는 기술적으로 불가능하다는 결론을 내렸다.
김수민 서울중앙지검 2차장은 "국정원 관계자와 국정원내 감청시설 등에 대한 현장조사를 실시한 결과 불법 감청을 하고 있다거나 휴대폰 감청장비를 보유하고 있는 것으로 확인되지 않았다"고 밝혔다. 검찰은 특히 정형근 한나라당 의원이 '국정원의 도청 내역'이라며 공개한 문건은 글 자체나 형식 등이 국정원의 내부 자료와 달라 국정원의 문건으로 보기 어렵다는 결론을 내렸다. 그러나 그해 7월 김기삼 등이 미림팀 운영을 MBC 손석희의 시선집중에 출연하여 폭로하였다.
그 무렵 미림팀의 담당자로부터 자료를 넘겨받은 재미교포 박인희가 삼성을 상대로 위협을 가하였다. 그러나 삼성그룹 측은 가짜 정보로 허위 협박을 하는 것으로 알고 박인희를 고소하였다. 그리고 박인희는 지인을 시켜 한겨레신문에 자료를 넘긴다. 사태가 확산되면서 김대중 정부 시절 국가정보원의 도감청에 대해서도 수사를 진행하게 되었다.
이어 국정원의 국내 정치인 불법감청 의혹이 제기되기 시작하였다. 결국 김은성 제2차장은 2000년 10월부터 2001년 11월까지 감청장비를 이용해 정치인 등을 대상으로 불법감청을 하도록 국정원 8국 직원들에게 지시한 혐의를 받았으며, 검찰의 조사 끝에 영장실질심사를 받고 체포, 구속수사를 받았다. 새로운 기종의 도청장비의 도입과 원장들의 지시, 묵인 여부도 추가로 수사하게 되었다.

### 불법 감청 확인
8월 1일 국회 정보위원회는 김승규 국정원장을 출석시킨 가운데 전체회의를 열어 옛 안기부(현 국정원) 불법도청 X파일 파문에 대한 1차 중간 조사 결과를 보고받았다. 김승규 원장은 2005년 7월에 벌어진 미림팀 사건 폭로, 김기삼의 폭로, 전직 직원 공팀장에게 자료 일부를 넘겨받은 박인희의 삼성에 대한 추문 폭로로 발생한 삼성 X 파일 사건 등에 대한 진상 해명을 위해 출석하였다.
여야 의원들은 정보기관의 불법 도감청 악습을 한목소리로 비판하면서 정확한 진상규명과 관련 책임자 처벌, 재발 방지 대책 등을 요구했다. 국정원 보고내용에서 김 원장은 "검찰 협조를 통해 재미교포 박인회씨 등 핵심 관련자 20명에 대해 지난달 22일부터 출입국 규제 등 조치를 취했고, 출입국 규제가 어려운 주요 인사에 대해서도 지난달 29일 출국금지토록 했다"며 그간의 조사 내용을 보고했다. 그러면서 지난달 29일 검찰에 구속된 박씨의 경우 국정원의 출국정지 조치가 없어 이미 출국했다면 관련 수사가 미궁에 빠졌을 것이라고 자평했다. 김 원장은 이어 "핵심 관련자인 공운영씨의 자해로 조사 일정에 차질을 빚고 있으나 검찰과 긴밀한 협조하에 입원 중인 병실에서 미림팀의 불법감청 지시 및 라인, 녹음 테이프 유출 경위 등에 대해 광범위하게 조사 중"이라고 강조했다.
그러나 김 원장은 이 과정에서 일부 전직 국정원 핵심 인사들이 "책임을 지겠다"라고 말하면서도 사실관계 진술을 거부하고 있어 신속한 조사 진행에 상당한 어려움을 겪고 있다고 토로했다. 김승규 원장은 '핵심 관계자가 누구냐'는 의원들의 질문에 "오정소 전 1차장"이라고 지목하였다.
그러나 당시 김 원장의 '무성의한' 답변 태도가 문제가 되었다. 김 원장은 "과거의 잘못을 거울삼아 새롭게 태어나겠다"며 반성의 뜻을 밝혔다. 그러나 구체적인 조사 내용과 핵심 쟁점에 대해선 "조사 중인 사안이다", "좀더 시간을 갖고 조사해 봐야 한다", "아직 말하기가 그렇다"며 '모르쇠'로 일관했다. 김 원장은 1994년 특별도청팀 미림 재건 과정과 보고 라인 등 민감한 질문에 "전모를 파악하지 못해 말하기 어렵다"면서 "나중에 소상하게 다 밝히겠다"라고 즉답을 피했다. 그는 언론에 보도된 천용택 전 국정원장의 조사 여부에 대해서도 "조사했는지, 아닌지 나중에 얘기하겠다"면서 언급을 거부한 것으로 전해졌다. 그는 또 김영삼 전 대통령의 차남인 현철씨에게 미림팀의 도청 내용이 보고됐느냐는 부분에 대해 역시 답변을 하지 않은 것으로 전해졌다. 김승규 원장은 그러나 야당이 제기한 국정원의 도감청 의혹에 대해선 "국정원은 현재 불법감청을 일절 하고 있지 않다"라고 반박했다. 그는 다만 휴대전화 감청이 이뤄지고 있는 게 아니냐는 한나라당 권영세 의원의 질문에 대해선 "지금은 확인해 줄 수 없다"라고 분명한 답변을 하지 않았다고 권 의원은 주장했다. 권 의원은 "김 원장이 답변을 제대로 못한 것은 휴대전화 감청을 인정한 것으로 해석된다"라고 말했으나, 국정원 측은 "기술적으로 휴대전화 감청은 불가능한 일"이라고 못박았다.
미림팀 사건과 안기부 X 파일 사건 당시에는 도감청 사실의 일부 존재를 시인하였다. 그러나 검찰의 도청, 녹음 자료 확보와 CCTV 확보로 추궁에 들어가자 일부 국정원 고위 간부들은 혐의를 시인하였다. 8월 5일 김승규 국가정보원장은 도청이 있었음을 일부 시인하게 된다.
8월 5일 김승규 국정원장이 불법 감청을 시인한 뒤 10월 말 구속될 때까지 신 전 원장을 수 차례 만나거나 전화통화를 한 적이 있었다. 김은성의 재판 진술에 의하면 '9월 추석을 전후해서 신 원장에게 `이제는 모든 것을 밝힐 수밖에 없다. 이제는 정무직이 나서서 해결해야 할 때다'고 수 차례 건의했다.' 한다. 미림팀 사건과 안기부 X 파일 사건 등이 터지면서 정형근이 제기한 의혹이 신빙성이 있다고 보고 서울중앙지검과 대검 중수부는 국정원의 고위급 간부들을 대상으로 내사에 들어갔다.

### 재수사와 혐의 입증
당초 2004년 4월 검찰은 또 이 사건과 관련해 제기됐던 국정원의 휴대전화 감청 여부에 대해서는 기술적으로 불가능하다는 결론을 내렸다. 4월 1일 당시 김수민 서울중앙지검 2차장은 "국정원 관계자들 조사와 국정원내 감청시설에 대한 현장조사를 실시한 결과 국정원이 불법 감청을 하고 있다거나 휴대폰 감청장비를 보유하고 있는 것으로 확인되지 않았다"고 말했다. 그러나 7월의 안기부의 사찰 사건이 불거지면서 재수사에 들어가게 되었다.
검찰은 김 전 차장 공소장에 국정원이 지난 2000~2001년에 유선중계망 감청장비인 R-2를 이용해 불법감청한 사례 7건을 기재했다. 검찰에 따르면 김은성씨는 2001년 4월 김윤환 민국당 대표와 민주당 의원간의 '민주당-자민련-민국당의 정책연합' 관련 통화내용을 도청하고 권력형 비리사건인 '최규선 게이트'의 장본인인 미래도시환경 대표 최규선씨 및 관련 인물들도 도청한 혐의를 받고 있었다. 김씨는 또 2001년 여름 황장엽 전 북한 노동당 비서의 미국 방문과 관련한 통화내용을 감청하고 같은 해 9월 자민련 이모 의원과 자민련 관계자간에 '임동원 통일원 장관 해임안에 대한 자민련의 입장'과 관련한 통화내용을 불법감청한 것으로 드러났다.
2005년 10월 '불법 도청' 사건을 수사하고 있는 검찰은 임동원·신건 국민의 정부 당시 국정원장들이 불법 도청을 공모한 사실을 밝혀냈다. 또, 김은성 전 국정원 2차장의 불법 도청 사례 5건도 추가로 밝혀내고, 이런 내용을 공소장에 포함시켰다. 검찰은 이밖에 5건의 추가 도청 사실을 밝혀냈다. 검찰은 임동원·신건 두 전직 국정원장이 불법 도청을 공모한 사실을 확인했다. 2005년 검찰 관계자는 언론과의 인터뷰에서 '김은성 전 국정원 차장의 공소장에서 김 전 차장이 임동원·신건 전 원장과 공모해 불법 도청을 했다'고 못박았다.
또, 두 전직 원장 외에도 과학보안국 국장 1명과 단장 1명, 직원 등 10여 명을 공모범으로 지목했다. 검찰은 이밖에 김은성 전 차장이 유선 중계망 감청장비인 R2(알투)를 이용해 불법 도청을 벌인 사례 7건을 추가로 밝혀내고 공소장에서 포함시켰다.
검찰은 이에 따라 김은성에 대한 추가 조사가 끝나는 대로 임동원·신건 전 원장을 소환 조사한 뒤 사법처리하였다. 2005년 10월의 수사로 국민의 정부 시절 무차별 도청 의혹이 사실로 드러나면서 파문이 확산되었다. 2002년 10월 정형근이 의혹을 제기한지 3년 만에 국가정보원의 도감청 행위는 사실로 드러났다. 이 사건은 미림팀 사건, 삼성 X 파일과 함께 화제가 되었다.

### 증거 인멸 의혹과 차장 체포
9월 24일 신건씨는 국내 담당 차장이었던 김은성씨와 도청담당 8국 출신의 김모 전 국장을 저녁 식사자리에 부른다. 김 전 국장은 이미 검찰에서 도청 사실을 자백한 상태였다. 신건은 이 자리에서 김 전 국장에서 화를 내며 "도청을 시인한 진술을 번복하라"면서, "내국인 도청은 안보차원이었다고 다시 진술하라"고 지시한 것으로 검찰 조사결과 드러났다.
그러나 당시 검찰은 이들의 뒤를 내사하고 있었다. 검찰은 이렇게 증거를 없애려는 움직임을 포착하고, 10월 3일 김은성을 체포하게 된다. 증거인멸 및 도주혐의가 있다는 이유로 김은성 차장은 구속하고, 동시에 검찰은 두 전직 국정원장에 대해서도 출국금지조치를 취한다.
재판 이후 대질심문 과정에서 공방전이 벌어졌다. 김은성씨는 법정에서, 휴대전화 도청을 부인한 임동원씨의 주장을 정면 반박했다. 김은성은 지난 2000년 자신이 임 전 원장에게 "카스를 이용하면 원장님의 휴대전화기도 도청될 수 있다"고 충고하자, 임씨가 "운영지침을 만들라"고 지시했다는 것이다. 동시에 김은성의 후임자인 이수일에 대해서도 수사에 들어갔다.

## 재판 경과

### 2차장 구속과 두 전직 원장 기소
2005년 11월 김은성은 국정원 국내담당 차장 근무 시절(2000년 10월∼2001년 11월) 유선중계통신망 감청장비(R2)와 이동식 휴대전화 감청장비(CAS)로 국내 주요인사들의 전화통화를 도청하도록 직원들에게 지시한 혐의 등으로 기소됐다. 서울중앙지법 형사1단독 김상철 부장판사는 국정원 도청과 관련, 통신비밀보호법 위반 혐의로 구속기소된 김은성 전 2차장에 대해 23일 징역2년을 선고했다.
임동원·신건 전 국정원장에 대해서는 이들이 불법도청을 암묵적으로 공모한 것으로 보인다고 판단했다. 재판부는 “국정원 불법도청으로 도청 피해자뿐 아니라 일반 국민들까지 통화내용이 유출될 수 있다는 두려움을 갖게 됐다.”면서 “국가기관에 의한 계획적·조직적·지속적인 도청으로 국민의 기본권을 침해했다는 점에서 죄질이 나쁘다.”고 밝혔다. 재판부는 이어 "검찰이 두 전직 원장을 공모범으로 함께 기소했기 때문에 양형 등을 위해 이 부분에 대해서도 판단한다."라고 전제한 뒤 "이들이 도청을 묵인했을 가능성이 높아 보인다."라고 밝혔다.
임동원(林東源), 신건(辛建) 전 국정원장은 12일 첫 공판에서 일관되게 혐의를 부인했다. 두 전 원장은 이날 서울중앙지법 형사합의22부(부장판사 최완주·崔完柱) 심리로 열린 공판에서 "불법 감청으로 작성된 통신첩보 보고서를 받아 본 적이 없다"라고 주장했다. 검찰이 "차장과 실·국장은 국내 인사에 대한 불법 감청이 있었다고 진술했다"라고 하자 임 전 원장은 "보고됐다면 적발해서 그만두라고 지시했을 것"이라고 주장했다.
또 검찰이 "김은성 전 국정원 2차장이 도청 남용을 방지하려는 목적으로 감청 장비인 '카스(CAS)'의 운영 지침을 제정하자고 제안했다는 법정 진술을 했다"라고 하자 임 전 원장은 "이해할 수 없는 진술"이라고 주장했다. 임동원은 또 "국정원 직원들은 20∼30년 근무한 직업 정보인이지만 원장은 한번씩 근무하다 가는 나그네"라며 "그들은 원장에 대해서도 비밀이 있었을 것"이라고 주장했다. 신 전 원장도 "실무 부서의 단순 첩보는 국정원장에게까지 보고되지 않는다"면서 혐의를 부인했다. 신건은 또 "(국정원 감청 담당 부서인) 8국으로부터 주요 인사의 명단이 들어 있는 통신첩보 보고서를 받아본 적이 없다"며 "그걸 알았다면 없앴을 것"이라고 주장했다.

### 두 원장의 반박
두 원장이 도청을 통해 수집한 정보라는 사실을 알고도 보고를 받았느냐가 핵심 쟁점이다. 12월 11일 임동원은 "국정원장은 완성된 정보 가운데서도 주요 정보만 보고받는다"며 "불법 '통신첩보'를 보고받거나 수집하도록 지시하지 않았다"라는 주장을 거듭했다. 그는 "국회와 언론에서 휴대전화 도청 문제를 제기한 것을 잘 알고 있었기 때문에 만약 도청 사실을 알았다면 즉각 조처했을 것"이라며 "부서장들에게 많은 권한을 줬기 때문에 이들의 '불법감청은 없다'는 보고를 믿었다"라고 밝혔다. 또 "국정원이 휴대전화간 감청장비를 개발하려고 하다 실패한 일은 있으나, 이는 어디까지나 합법적인 감청을 위한 것이었다"며 "유선전화→휴대전화 감청은 가능하지만 검찰이 주장하는 휴대전화→유선전화 감청에 대해서는 전혀 들은 바 없고, 카스(CAS)나 아르투(R2) 명칭도 처음 듣는다"라고 주장했다.
신건 쪽도 이날 "원장이 어떤 보고를 받고 어떤 일을 하는지는 원장을 지내지 않으면 잘 모르는데, 검찰이 김 전 차장이나 8국 직원들의 진술에 지나치게 의존하고 있다"며 "앞으로 재판 과정에서 검찰 수사 결과를 조목조목 반박할 것"이라고 밝혔다. 그러나 검찰은 공소유지에 필요한 증거가 확보돼 있다며 자신감을 보였다. 검찰 관계자는 "국정원 직원들의 진술 외에 두 원장의 혐의를 입증할 물증도 확보돼 있다"며 "공소유지에 큰 어려움이 없을 것"이라고 밝혔다.

### 은폐 지시 파문
일부 국정원 간부들은 진술에서 모 상관으로부터 진술을 번복하라는 요구를 받았다고 증언했다. 그리고 김은성 차장도 같은 진술을 하게 된다. 수사 과정에서 김은성은 신건 전 국정원장이 검찰 조사에서 불법감청 사실을 시인하지 말 것을 지시했다고 진술하였다. 수사 과정에서 신건은 전직 직원 몇 명에게 왜 시인했느냐며 다음 진술때는 진술은 번복하라고 지시했다.
김은성 차장은 조사관들에게 "9월 24일 (신건 원장은) 서울 강남 모 레스토랑에서 감청담당인 8국장을 역임한 김모씨 등과 함께 만난 자리에서 신 전 원장이 김씨에게 '왜 시인했느냐. 다음 번 검찰 조사 때 진술을 번복해라'고 말하는 것을 들었다"고 밝혔다. 이어 그는 "8월 5일 김승규 국정원장이 불법 감청을 시인한 뒤 10월 말 구속될 때까지 신 전 원장을 수 차례 만나거나 전화통화를 한 적이 있다"며 "9월 추석을 전후해서 신건 원장에게 `이제는 모든 것을 밝힐 수밖에 없다. 이제는 정무직이 나서서 해결해야 할 때다'고 수 차례 건의했다"고 밝혔다.
김은성 차장은 또 2000년 4월 국정원 2차장으로 부임할 무렵부터 8국(과학보안국)이 오래전부터 관행적으로 불법감청을 한 사실을 알고 있었다고 털어놨다. 이어 임동원 전 원장이 불법감청 사실을 알고 있었는지에 대해 "단정적으로 알고 있었는지는 모르겠는데 제 생각으로 볼 때는 알고 있었다고 생각한다"며 매일 보고서가 올라가는 데 특별한 조치가 없었던 점 등 4가지를 그 근거로 들었다. 그는 "국정원장에게 매일 보고되는 통신첩보 보고서에 대해 두 원장은 `이런 것이 밖에 나가지 않게 조심해야 한다'고 말한 적이 있다"는 말도 덧붙였다. 김은성의 진술 이후 국가정보원과 전현직 실국장, 단장급 고위 간부들에 대한 서울중앙지검과 대검 중수부의 수사와 가택 조사는 계속되었다.

### 추가 혐의 확보
임동원과 신건 등은 국정원 원장은 정무직이라 정보내용을 알 수 없다고 호소하였다. 그러나 재판중 2005년 12월 신건 원장이 이희호의 친정 조카를 도청한 사실이 추가로 드러났다.
서울중앙지검 도청수사팀은 재판중이던 11월 15일 통신비밀보호법 위반 등의 혐의로 구속된 임동원, 신건 구 전직 국정원장을 2일 오후 기소했다. 검찰에 따르면, 이들은 국정원장 재직때 감청부서인 제 8국 산하 감청팀을 3교대로 24시간 운용하면서 국내 주요 인사들의 휴대전화를 불법 감청하는 데 관여한 혐의를 받고 있다. 이들은 또 불법감청한 주요 인사의 통화내용 가운데 A급으로 분류된 중요사항을 하루 두차례에 걸쳐 6건에서 10건씩 통신첩보 형식으로 보고 받아온 것으로 드러났다. 검찰은 특히,신건 전 원장에 대해서는 불법 감청 사례 10여건을 추가로 밝혀내 포함시켰다.
이날 김은성(60) 전 국가정보원 2차장은 임동원·신건 전 국정원장이 도청을 ‘묵인’했다고 법정에서 진술했다. 그는 이날 서울중앙지법 형사1단독 김상철 판사 심리로 열린 첫 공판에서 "통신첩보 보고서를 담은 봉투가 일 년 열두 달 매일 원장 책상에 올라온다"며 "만약 보고서가 원장에게 필요가 없었다면 단 한 번이라도 원장이 보고서를 찢든지, '더이상 올리지 말라'는 지시를 했을 것이지만 그런 지시는 없었다"라고 진술했다. 또 "국회 국정감사 때마다 국정원 불법감청이 현안이었는데, 한 번도 국정원 내부 수사를 맡은 감찰실에 원장이 감찰을 지시한 바 없다"며 "신건 전 원장이 감청장비 파기를 지시했는데, 불법이 아니라면 왜 파기를 지시했겠나"라고 말했다. 그러나 두 원장은 혐의점을 부인하였다. 그들은 자신들은 정무직이라 잠시 왔다가 가는 위치라서 그 사정을 정확히 알 수 있는 위치에 있지 않다고 반박하였다.
김은성은 진술에서 또 "9월 24일 신 전 원장과 그의 변호사, 김병두 8국장, 이수일 전 차장과 만나 대책을 논의했다"며 "1차 검찰 조사에서 불법감청을 시인한 김병두 8국장에 대해 신 전 원장이 '왜 그랬느냐, 다음 번 검찰 조사 땐 진술을 번복하라'고 말했다"라고 진술했다. 김 전 차장은 이외에도 8월 이후 신 전 원장과 여러 차례 만나 대책을 논의했다고 털어놨다. 그는 "불법감청의 책임은 직원들이 아니라 차장·원장 등 지휘부에게 있다"며 "국민에게 죄송하며, 30년 몸담아온 조직이 재탄생하기 위해 고백한다"라고 공소사실을 시인했다. 그는 김대중 정부 시절인 2000년 4월부터 2001년 1월까지 임동원·신건 국정원장 밑에서 2차장으로 근무하면서 불법감청을 지시한 혐의로 11월 26일 구속기소됐다.

## 이수일 자살 파문
2005년 8월부터 검찰의 내사를 받던 국정원 차장 이수일이 호남대학교 총장 관사에서 목을 매고 자살하였다.그는 검찰에서 재임 기간 동안 국정원의 휴대 전화 불법 도청에 관여했는지와 또 도청 내용을 신건 전 원장 등에게 보고했는지에 대해 집중 조사를 받았다. 경찰은 이 씨가 이같은 심리적 압박감을 못이겨 스스로 목숨을 끊은 것으로 보고 정확한 자살 경위를 조사하였다.
이수일은 또 2002년 당시 정형근 이 폭로한 것에 대해 그가 증거자료를 정형근에게 넘겨주지 않았느냐는 의혹을 받았다. 2002년 대선을 앞두고 한나라당이 공개한 국정원의 도청문건이 정형근 의원과 김영일 전 의원 등에게 전달된 과정에 대해서도 조사를 받아온 것으로 전해졌다.
자신이 보좌했던 신건 전 국정원장이 이 사건과 관련해 구속되고, 자신과 도청 결재라인에 있었던 일부 간부들이 기소될 것으로 알려지면서 수사과정에서 극심한 심적 압박을 받아온 것으로 알려졌다. 이 전 차장과 가까운 모 인사는 "도청사건과 관련해 이 전차장이 최근 검찰에서 한 진술이 다른 사람의 진술과 일치하지 않아 사법처리될 위기에 처해 나름대로 자신의 처지를 고민해온 것으로 알고 있다"고 밝혔다.
이수일의 죽음을 놓고 신건과 임동원 등에 대한 책임론이 들끓었다. 11월 21일 국사모(전직 안기부·국정원간부 모임) 송영인 회장은 "이수일 전 국정원 차장이 20일 자살한 것은 전적으로 김대중 전 대통령과 신건 전 국정원장 때문"이라고 주장했다. 그는 PBC 라디오 '열린세상 오늘! 장성민입니다'에 출연해 "이미 사실이 다 밝혀졌음에도 불구하고 (김 전 대통령이) 덮어놓고 아니라고 거짓말만 하고 우겨대고 생떼를 부려서 이 전 차장이 양심의 가책을 받아 자살한 것"이라면서 "나 같아도 자살했을 것"이라고 규탄했다.

### 규탄 여론
12월 2일 이수일 전 국정원 차장 자살사건의 진상 조사를 벌였던 대검찰청 진상규명조사단은 서울중앙지검 도청수사팀의 무리한 수사나 인권침해는 없었던 것으로 조사됐다고 밝혔다. 조사단 단장인 권재진 대검 공안부장은 "이씨는 국정원과 국정원장에 대해 불리한 진술을 한 데 대한 자책감과 향후 재판 과정에서 증언하게 될 심리적 부 담을 이기지 못하고 자살한 것으로 추정된다"며 이 같은 결론을 내렸다. 조사단은 중앙지검의 수사기록 검토, 이씨 변호인과 고교 동창 진술 청취, 전화 통화내역 조회 등을 통해 조사했지만 이씨가 자살한 특별한 동기를 찾아내지는 못했다.
검찰 진상조사단은 그 근거로 △이 전 차장이 검찰에서 마주친 김은성(60) 전 차장으로부터 "앞으로는 원장님 앞에서 증언해야 할지도 모른다"는 말을 듣고 "그럴 바에는 차라리 죽는 게 낫다"고 말했고 △자살 당일 절친한 친구에게 "정도를 걸으며 살려고 노력했는데 완벽한 사람이 어디 있는가, 가까운 사람들에게 걱정을 끼쳐 미안하다"라고 말한 점 등을 추가로 밝혔다.
전 국정원 직원 송영인은 "솔직하게 국민들에게 사과를 해야 할 김대중 전 대통령이 뻔뻔스럽게 웃으면서 생떼를 부리고 있는데 내가 보기엔 가관이다. 지나가는 개가 듣다가 박장대소할 일이다"라면서 김 전 대통령을 맹비난했다. 그는 신건 전 국정원장을 향해서도 "국정원장을 몇 년 한 사람이 국민들 앞에서 뻔뻔하고 몰염치하고 파렴치한 행동을 해서는 안 된다"면서 "나도 국정원 고위간부를 했지만 그런 사람을 어떻게 국정원장으로 임명했는지 김대중씨를 원망하고 싶다"고 말했다.
송영인은 불법도청 수사의 시발은 김승규 국정원장에게 있다면서 "과거사를 밝힌다는 이유로 김 국정원장이 (국정원에서 불법도청을 했다고) 양심고백을 하지 않았는가? 나라를 살리고 대한민국의 안보를 책임지고 여기까지 이끌어온 국정원 조직에게 무슨 짓들인가?"라고 불만을 표시했다. 전 국정원 간부인 송영인은 "국정원장이 검찰에 수사를 의뢰한 이상 검찰은 이번 조사를 확실하게 하고 국정원 직원들도 원장이 지시한 내용을 검찰에 그대로 얘기해야 한다"고 강조했다. 그는 "김 전 대통령이나 신건 전 국정원장처럼 (사실을) 부정하고 나오면 (전·현직 국정원 직원들은) 자살로 항거할 것"이라고 덧붙였다. 이수일의 자살로 도리어 혐의를 부인하는 원장들에 대한 규탄여론이 나타났다. 전직 국가정보원장들은 혐의를 부인하였지만 이수일의 자살을 계기로 원장들의 개입이 확실하다 생각하고 원장들에 대한 내사 및 국정원 직원들에 대한 진술을 설득하기 시작하였다.

### 원장 체포
이수일의 자살을 계기로 검찰 조사단은 두 원장에 대한 구속수사를 결정하였다. 조사단은 오늘 오전 그동안의 진상 조사 결과를 발표했는데요, 조사단장인 권재진 대검 공안부장은 '이수일 전 차장은 국정원과 전 국정원장에 대해 불리한 진술을 한 것에 대해 스스로 자책감을 느낀 것으로 보인다'고 밝혔다.
검찰 조사관은 '앞으로 재판 과정에서 전 원장의 면전에서 증언하게 될 심리적 부담을 이기지 못해 스스로 목숨을 끊은 것으로 보인다'고 말했다. 또 무리한 수사가 있었는지에 대해서는 담당 검사와 도청수사팀, 이 씨의 변호인, 국정원 직원, 유족 등을 면담한 결과 인권 침해 등의 문제가 없었다는 결론을 내렸다고 밝혔다. 대검은 이 씨가 자살한 직후인 12월 21일부터 권재진 공안부장을 단장으로 진상 조사 활동을 해왔다.
전직 원장들에 대한 압력이 있었다고 본 검찰은 12월 2일 오전 두 전 국정원장들을 기소, 체포할 계획을 세웠다. 서울중앙지검 도청수사팀은 임동원·신건 전 국정원장을 이르면 오늘 오후 늦게 기소할 방침이라고 밝혔다. 진술번복 요구와 함께 직원들에게 압력이 있었다는 의혹이 제기되면서 검찰은 두 원장에 대한 체포 수사를 계획하였다.

## 결과
신건 전 원장은 2001년 12월 이희호 여사의 친정 조카 이형택씨의 '보물선 인양사업'과 관련한 통화내용과 2002년 3월 이강래 당시 민주당 의원과 박권상 KBS 사장간 '민주당 대선후보 경선'과 관련한 통화내용을 감청한 혐의를 받고 있었다. 신 전 원장은 차장재직 때인 지난 98년 감청부서인 8국으로부터 유선통신중계망 감청장비 알투 개발완료 내용과 이동식 감청장비 카스의 개발계획을 보고받은 것으로 드러났다.
임동원 전 원장은 원장재직때인 2000년 5월에 김은성 차장으로부터 카스 장비 20세트에 대한 개발완료 보고를 받고 이 장비의 운용지침을 제정하도록 하도록 했다. 부인과는 달리 검찰 수사 결과 두 전직 원장들은 감청장비 개발에도 개입한 것으로 드러났다. 혐의점이 드러남에 따라 서울중앙지검은 12월 2일 오후 임동원, 신건 두 전직 국정원장을 통신비밀보호법 위반 혐의로 구속 기소했다.
검찰은 "국정원이 도청을 근절하도록 한 대통령의 지시를 정면으로 어겼고, 불법감청을 이용해 사실상 국내 정치사찰을 한 것으로 확인됐다"며 "이런 관행을 바꿀 수 있는 사람은 국정원장 한 사람뿐인데, 이들은 오히려 많은 예산을 추가로 투입해 불법감청장비를 개발한 후 불법감청 자료를 계속 보고 받았다"라고 영장청구 배경을 밝혔다. 12월 2일 임동원, 신건 두 전직 국가정보원장을 비롯, 추가 혐의자들을 체포하여 구속 수감하였다. 이로서 정형근이 폭로한 국정원 도청 의혹은 3년 3개월만에 사실로 밝혀졌다.

## 기타
국정원의 도청은 중앙정보부가 창설된 제3공화국 이래 고질적으로 저질러진 국가범죄다. 독재시대는 그렇다 치더라도 민주화시대에 집권한 대통령들까지도 도청을 근절하지 못한 것은 생생한 도청 정보가 집권자들에게 뿌리치기 어려운 유혹임을 보여 준다.
한편 임동원 원장의 지시로 김은성 차장 등은 '안풍 사건'과 관련해 주진우 당시 이회창 한나라당 대표 비서실장을 만나 협조를 부탁한 적이 있었으며, 2000년 6월에는 민주당 장성민 전 의원이 권노갑씨를 비난하는 것과 관련해 임 원장의 지시로 만났다.
재판 과정에서 김은성의 진술에 의하면 "임동원 원장은 '장 의원이 너무 급격한 개혁을 하려고 한다. 만나서 경고해라'고 지시해서 만났다. 또 도감청한 자료들로 국정원 직원들은 사적인 이권문제에도 개입했다. 일부 국정원 고위 간부들은 임동원 원장이 '김홍걸씨의 집 소송 문제로 임 원장이 '이신범을 만나 좀 봐줘라'고 지시하여 이신범 의원 등을 만나기도 했다.

## 같이 보기
| - 국정원 - 초원복집 사건 - 안기부 X파일 사건 - 국가정보원 과거사건 진실규명을 통한 발전위원회 - 안풍 사건 - 총풍 사건 - 세풍 사건 - 북풍 사건 - 대한민국 국가정보원 여론 조작 사건 - 대한민국 국가정보원 스마트폰 해킹 사건 - 미림팀 - 신건 - 임동원 - 김은성 - 오정소 - 김기삼 - 공운영 | - 도청 - 초원복집 사건 - 삼성 X파일 - 국민의 정부 - 참여정부 - 최규선 게이트 - 진승현 게이트 - 윤창렬 게이트 - 조풍언 게이트 - 김대중 - 이형택 - 이수일 - 박창수 |

## 관련 자료
- <`안기부ㆍ국정원 도청' 수사 일지>
- '안기부 X파일' 사건 수사·재판 일지
- 신건 前 원장, 이희호 여사 처조카 관련 통화 등 도청 노컷뉴스 2005.12.02
- "신건 前국정원장 도청 은폐 지시"(종합)
- "신건 前 국정원장이 도청 은폐 지시"(2보) 머니투데이 2005.11.14
- 김은성 전 국정원 차장 "도청, 내가 없앨 수 없었다" 노컷뉴스 2005.10.08
- [http://www.hani.co.kr/kisa/section-002001000/2005/11/002001000200511211912472.html%5B깨진+링크(과거+내용+찾기)%5D "현 정부도 불법도청 할 것" 66%]